# Eduarda Braum
Eduarda Braum (Afonso Cláudio, 25 aprile 2001) è una modella brasiliana, vincitrice del concorso Miss Supranational 2025.

## Biografia
Braum ha iniziato il suo concorso di bellezza vincendo Miss Universo Espírito Santo 2021. Ha rappresentato Espirito Santo al concorso di Miss Brasile 2021, giungendo sino alle semifinali del concorso, quell'anno vinto da Teresa Santos.
Il 4 aprile 2025, Braum gareggiò a Miss Supranational Brasile 2025 in rappresentanza di Espírito Santo e vinse il titolo, venendo succeduta da Isadora Murta.
Il 27 giugno 2025, Braum ha rappresentato il Brasile a Miss Supranational 2025 e ha gareggiato contro altre 66 candidate presso l'Anfiteatro del Parco Strzelecki di Nowy Sącz, nella Piccola Polonia, Polonia, dove ha vinto il titolo ed è stata succeduta dall'indonesiana Harashta Haifa Zahra. È diventata la prima donna brasiliana a vincere il titolo di Miss Supranational.